# Yachiyo
Yachiyo è una città giapponese della prefettura di Chiba.